# Kirił Petkow (polityk)
Kirił Petkow Petkow, bułg. Кирил Петков Петков (ur. 17 kwietnia 1980 w Płowdiwie) – bułgarski polityk, przedsiębiorca i ekonomista, w 2021 minister gospodarki, w latach 2021–2022 premier Bułgarii.

## Życiorys
Ukończył studia z finansów na poziome BA na Uniwersytecie Kolumbii Brytyjskiej. W 2007 uzyskał MA z zarządzania w biznesie w Harvard Business School, później został wykładowcą w centrum strategii ekonomicznych i konkurencyjnych powiązanym z Uniwersytetem Harvarda. Pracował jako menedżer w grupie McCain Foods i jako konsultant. Kierował też firmą biotechnologiczną ProWiotik oraz funduszem inwestycyjnym. W 2018 razem ze swoim ojcem organizował akcję ratunkową himalaisty Bojana Petrowa.
W maju 2021 powołany na urząd ministra gospodarki w przejściowym gabinecie Stefana Janewa. Sprawował go do września 2021, nie wchodząc w skład utworzonego wówczas kolejnego rządu technicznego i deklarując podjęcie działalności politycznej. Wraz z Asenem Wasilewem współtworzył następnie nowe ugrupowanie pod nazwą Kontynuujemy Zmianę. W październiku tegoż roku Sąd Konstytucyjny uznał dekret prezydenta o jego nominacji na ministra za niekonstytucyjny, wskazując, że polityk w tym czasie miał również kanadyjskie obywatelstwo. Kirił Petkow twierdził natomiast, że oświadczenie o jego zrzeczeniu się złożył przed wejściem w skład rządu.
W wyborach z listopada 2021 ruch Kontynuujemy Zmianę zajął pierwsze miejsce, wprowadzając 67 posłów do Zgromadzenia Narodowego 47. kadencji; jeden z mandatów przypadł byłemu ministrowi. Jego formacja uzgodniła utworzenie nowego rządu z ruchem Jest Taki Lud, Bułgarską Partią Socjalistyczną i liberalną koalicją Demokratyczna Bułgaria. 11 grudnia 2021 Kirił Petkow otrzymał misję utworzenia rządu. Jeszcze tego samego dnia zaprezentował ostateczną listę członków swojego gabinetu. Stanowisko premiera objął 13 grudnia po tym, jak Zgromadzenie Narodowe udzieliło rządowi wotum zaufania.
W czerwcu 2022 partia ITN opuściła koalicję; 22 czerwca tegoż roku parlament przegłosował wotum nieufności wobec rządu Kiriła Petkowa. W parlamencie nie stworzono nowego porozumienia większościowego, na skutek czego prezydent Rumen Radew zarządził przedterminowe wybory i powołał rząd techniczny (od 2 sierpnia 2022). Kirił Petkow zakończył w konsekwencji pełnienie funkcji premiera.
W październiku 2022, kwietniu 2023, czerwcu 2024 i październiku 2024 z powodzeniem ubiegał się o poselską reelekcję.

## Życie prywatne
Żonaty, ma troje dzieci.